# Jonathan Phillippe
Jonathan Phillippe (nascido em 24 de Janeiro de 1988, na cidade de Navarro, Argentina) é um futebolista argentino, que joga como atacante. Atualmente pertence ao Club Atlético Boca Juniors, e está no time profissional desde 2008.
Até 26 de Dezembro, Phillippe tinha disputado apenas uma partida após subir das categorias-de-base do Boca, em 31 de Agosto de 2008, na vitória de 3-0 sobre o Huracán no Estádio La Bombonera.

## Títulos
| Temporada     | Time         | Título                     |
| ------------- | ------------ | -------------------------- |
| Apertura 2008 | Boca Juniors | Primera División Argentina |